# Refajo (bebida)
El refajo es una bebida colombiana que resulta de mezclar cerveza y gaseosa de cola roja.
El refajo más popular se hace con gaseosa Colombiana. Algunos le agregan aguardiente para aumentar la graduación alcohólica sin perder su dulzor.
Se consume como acompañante de una gran variedad de alimentos y como bebida refrescante.
Tiene sus antecedentes en la shandygaff o simplemente shandy, mezcla de cerveza con limón almibarado preparada por los ingleses en el siglo XVII.
A principios de los años 1990, la Cervecería Bavaria introdujo la marca Cola y Pola.
En 2006, el refajo fue nominado como símbolo cultural de Colombia en el concurso organizado por la revista Semana con el apoyo de Caracol TV, el Ministerio de Cultura y Colombia es pasión.
El 23 de septiembre de 2020 la Cervecería Bavaria lanzó un nuevo sabor de la marca Cola y Pola reemplazando la bebida gaseosa por refresco con sabor a lulo.